# 英国铁路56型柴油机车
英国铁路56型柴油机车（英语：British Rail Class 56）是英国铁路的干线货运电力传动柴油机车车型之一，由英国铁路工程公司设计生产，于1976年至1983年间累计生产了135台，其中首批30台机车（56001～56030）的组装由英国铁路工程公司外包给罗马尼亚克拉约瓦电力机车设备股份公司负责，其余105台机车分别由英国铁路工程公司旗下的唐卡斯特铁路工厂（56031～56115）和克鲁工厂（56116～56135）生产。
英国铁路56型柴油机车装用一台拉斯顿-帕克斯曼公司的16气缸四冲程柴油机，标定功率3,520马力（2,620千瓦），装车功率3,250马力（2,420千瓦），采用交—直流电传动。